# Лисец (Вич)
 Тази статия е за планината в Северозападна Гърция.  За други значения вижте Лисец.  
Лѝсец (на гръцки: Αγνάντια, старо Λέσιτς) е връх с височина 1827 m и дял от планината Вич, Костурско, Егейска Македония, Гърция.

## Описание
Лисец се намира в областта Кореща (Корестия), в югоизточната част на дем Преспа и отделя долината на Рулската река (смятана понякога за начало на Бистрица, на гръцки Ливадопотамос) от тази на Статишката река. В северното му подножие е село Търнава (Прасино).

## История
Тук при село Търнава в 1903 година от прогръцки ренегати е убит и обезглавен костурският войвода Лазар Поптрайков, за което местните българи създават баладична народна песен.